# Principio de Harnack
El principio de Harnack, o segundo teorma de Harnack, es un teorema básico de la rama matemática de la teoría de funciones. El matemático Axel Harnack (1851-1888) de nuevo, que ha presentado este conjunto en una obra del año 1886. El principio de Harnack trata del comportamiento de convergencia de secuencias monótonamente crecientes de funciones armónicas. Se basa en la desigualdad de Harnack del mismo autor.

## Formulación del principio en el caso complejo clásico
Dado es una cantidad abierta {\displaystyle D\subset \mathbb {C} } y un resultado {\displaystyle (u_{n})_{n\in \mathbb {N} }} funciones armónicas {\displaystyle {u_{n}}\colon \,D\to \mathbb {R} } {\displaystyle (n\in \mathbb {N} )}, que crece monótonamente punto por punto:
{\displaystyle u_{1}(z)\leq u_{2}(z)\leq ...}   {\displaystyle (z\in D)}
Ser para {\displaystyle z\in D}
{\displaystyle u(z)=\sup _{n\in \mathbb {N} }{u_{n}(z)}=\lim _{n\to \infty }{u_{n}(z)}}  
Adelante
{\displaystyle D_{0}=\{z\in D\colon \,u(z)<\infty \}}  
y
{\displaystyle D_{1}=\{z\in D\colon \,u(z)=\infty \}}  
Entonces:
(1) Ambos {\displaystyle u}   también {\displaystyle D_{1}} están abiertos y bloqueados en {\displaystyle D}  .
(2) En caso de que {\displaystyle D} un área de {\displaystyle \mathbb {C} } es, es o es siempre {\displaystyle u(z)=\infty } para {\displaystyle z\in D}, o siempre {\displaystyle u(z)<\infty } para {\displaystyle z\in D}. ,
(3) Es {\displaystyle D} un área de {\displaystyle \mathbb {C} } y aplica {\displaystyle u(z_{0})<\infty } para uno {\displaystyle z_{0}\in D}, la secuencia de funciones es localmente uniformemente convergente y la función límite {\displaystyle u}   es también una función armónica.

## Generalización a dimensiones más altas
Como el propio Axel Harnack sugiere, el principio correspondiente con una formulación muy similar también se aplica al caso de las funciones armónicas en conjuntos abiertos de la {\displaystyle {\mathbb {R} }^{n}} , Aquí la prueba se basa en la versión n-dimensional de la desigualdad de Harnack.